# Contea di Hampton
La contea di Hampton (in inglese Hampton County) è una contea dello Stato della Carolina del Sud, negli Stati Uniti. La popolazione al censimento del 2000 era di 21 386 abitanti. Il capoluogo di contea è Hampton.

## Geografia
La contea si trova nel sud-ovest dello Stato, al confine con la Georgia. Si tratta di un territorio pianeggiante nella piana costiera. Il confine est è formato dal fiume Salkehatchie, mentre il fiume Savannah forma il confine sud-ovest.

### Contee confinanti
- Contea di Bamberg - nord
- Contea di Colleton - est
- Contea di Beaufort - sud-est
- Contea di Jasper - sud
- Contea di Effingham (Georgia) - sud-ovest
- Contea di Screven (Georgia) - ovest
- Contea di Allendale - nord-ovest

## Storia
La contea fu istituita nel 1878 da parte della contea di Beaufort e fu chiamata così in onore del politico Wade Hampton III.

## Comuni

### Towns
- Brunson
- Estill
- Fairfax
- Furman
- Gifford
- Hampton (capoluogo)
- Luray
- Scotia
- Varnville
- Yemassee